# 화순 운주사 석조불감
화순 운주사 석조불감(和順 雲住寺 石造佛龕)은 전라남도 화순군 운주사에 있는, 고려 시대의 석조 불감이다. 1984년 11월 30일 대한민국의 보물 제797호로 지정되었다.

## 개요
불감이란 불상을 모시기 위해 만든 집이나 방을 뜻하는 것으로, 일반적인 건축물보다는 그 규모가 작다. 다탑봉(多塔峰) 골짜기에 자리한 운주사 석조불감은 건물 밖에 만들어진 감실의 대표적 예이다. 그 이름에서도 알 수 있듯이 산의 정상에 이르는 동안 여러 기의 석탑과 불상을 볼 수 있다.
지붕은 팔작지붕 형태이며, 팔매석으로 이루어졌고, 굵은 용마루가 수평으로 설치되어 있다. 높이 507cm, 너비 363cm.
불감의 평면은 방형으로 평평한 기단석 위에 5매의 판석을 이용하여 짜 맞춘 단상이 있고, 그 위에 1매의 갑석이 있는데 각면에 13엽(葉)의 앙련(仰蓮, 연꽃이 위를 향하는 모양)이 음각되어 있다.
불감 안에는 1매의 판석을 세워 공간을 둘로 나누었다. 상단은 터져 있고, 양쪽에 화염문이 조각되어 광배 역할을 하고 있다. 양 측면은 1매석을 세워 벽체를 구성하였고 전면은 좌우의 벽체로 막아져 있고, 중앙은 열려 있는데 문설주 부분에 여닫이문 시설로 보이는 구멍이 상단 좌·우에만 있다.
감실 안에는 2구의 불상이 모셔져 있는데, 석불 좌상 이체(二體)가 벽을 사이에 두고 서로 등을 대고 있다. 등이 서로 맞붙은 모습으로 흔히 볼 수 없는 예이다. 불상을 새긴 수법은 그리 정교하지 않지만, 고려시대에 들어 나타난 지방적인 특징이 잘 묻어나온다.
이처럼 거대한 석조불감을 만든 유례를 우리나라에서는 찾아볼 수 없고, 등을 서로 맞댄 감실 안의 두 불상 역시 특이한 형식으로 매우 귀중한 자료적 가치를 지니고 있다.

## 사진

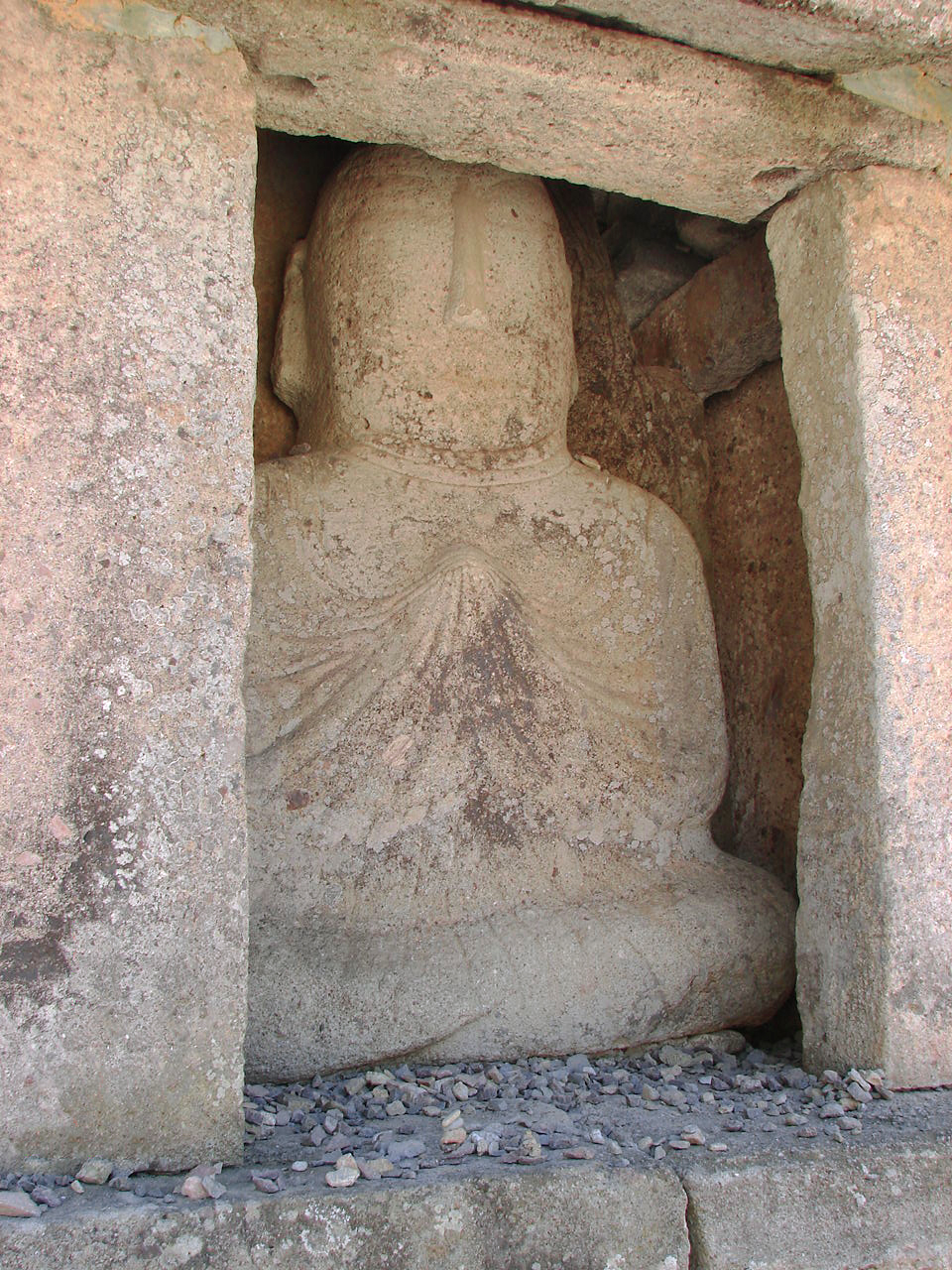
운주사 안 건물 쪽을 바라보고 있는 석불

## 참고 자료
- 이 문서에는 다음커뮤니케이션(현 카카오)에서 GFDL 또는 CC-SA 라이선스로 배포한 글로벌 세계대백과사전의 내용을 기초로 작성된 글이 포함되어 있습니다.